# Cortodera syriaca
Cortodera syriaca là một loài bọ cánh cứng trong họ Cerambycidae.